# Unión Blanca Democrática
La Unión Blanca Democrática (abreviatura UBD) fue un sector del Partido Nacional (Uruguay).

## Historia
Nació en 1956, a partir de la unión de tres sectores: Reconstrucción Blanca (Lista 400), Movimiento Popular Nacionalista de Daniel Fernández Crespo, y Nacionalismo Independiente (a la sazón, un partido aparte).
Las negociaciones habían dado inicio un año antes: el diputado blanco independiente Eduardo Bottinelli inició conversaciones separadas con el diputado Francisco Rodríguez Camusso del MPN, y posteriormente con Washington Beltrán Mullin de la Lista 400. Después fueron reuniones conjuntas, donde también participaron los diputados Dardo Ortiz (MPN) y Enrique Beltrán Mullin (Lista 400). Después vino una pulseada interna en el Nacionalismo Independiente: el bloque partidario de la unión del Partido Nacional estaba encabezado por Arturo Lussich, y otro bloque encabezado por el senador Javier Barrios Amorín se oponía. Finalmente triunfó la opción unionista.
La UBD fue una corriente arrolladora que marcó con fuerza su consigna "O gana la UBD o todo sigue como está".
En las elecciones de 1958, el Partido Nacional finalmente ganó las primeras posiciones y accedió al Poder Ejecutivo; pero por el sistema vigente, la UBD no accedió a ningún cargo en el primer colegiado blanco. De todos modos, sí fueron victoriosos en el departamento de Montevideo, obteniendo la mayoría en el ejecutivo departamental.
En las siguientes elecciones, en 1962, volvió a comparecer ante la ciudadanía, y esta vez sí conquistó 6 bancas en el Consejo Nacional de Gobierno; el segundo colegiado blanco estuvo encabezado por Daniel Fernández Crespo en 1963, quien culminaría así su carrera política poco antes de su muerte.

## Epílogo
En las siguientes elecciones, este sector se fue desdibujando (entre otras razones, por la paulatina desaparición de figuras de peso).
Sin embargo, no cabe duda de lo histórico del papel de la UBD: se logró la unificación del Partido Blanco, que no votaba unido desde 1930, y además, accedió al poder.